# Ilya Zhitomirskiy

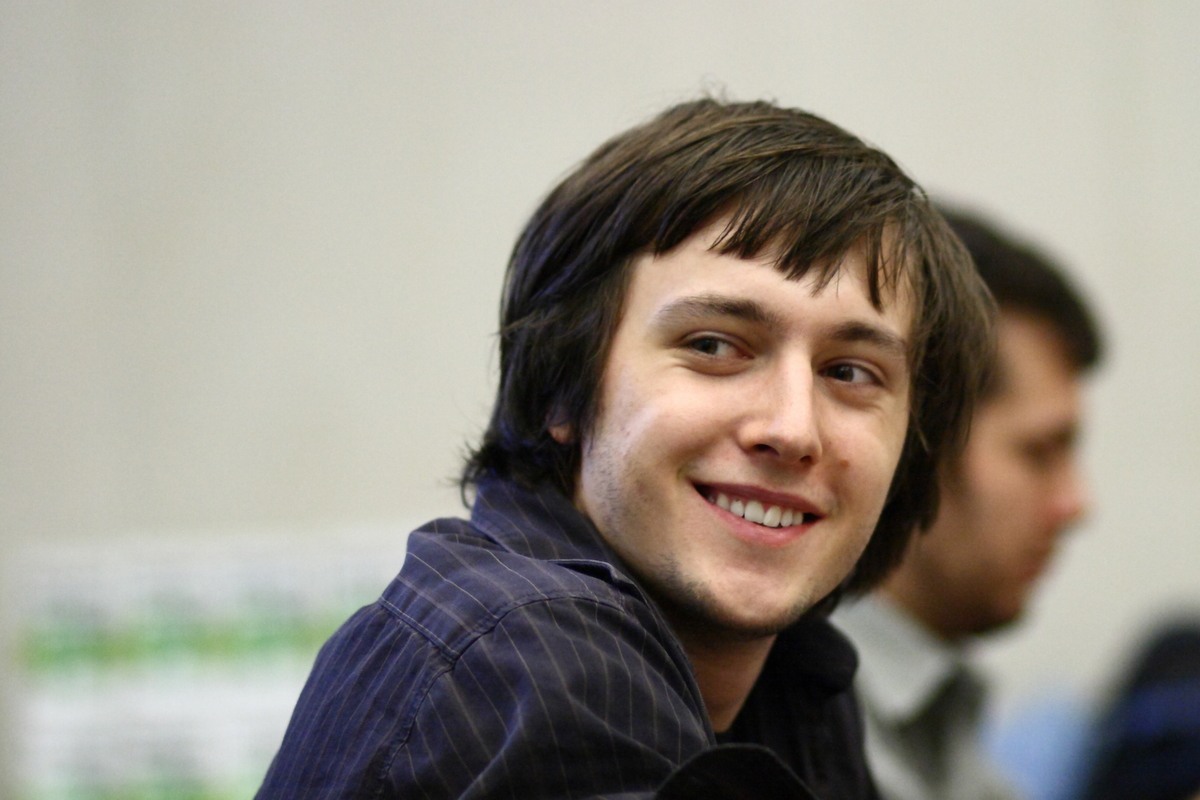
Ilya Zhitomirskiy (2009)

Ilya Alexejewitsch Zhitomirskiy (russisch Илья Алексеевич Житомирский, * 12. Oktober 1989 in Moskau; † 12. November 2011 in San Francisco) war ein in den Vereinigten Staaten lebender russischer Softwareentwickler.

## Leben
Sein Vater und sein Großvater väterlicherseits waren Mathematiker.  Im Jahr 2000 wanderte die Familie in die Vereinigten Staaten ein und ließ sich in der Nähe von Philadelphia nieder, wo Zhitomirskiy bis 2007 die  Lower Merion High School besuchte. Anschließend studierte er Mathematik, Wirtschaftswissenschaft und Informatik an der Tulane University, der University of Maryland, College Park und am Courant Institute of Mathematical Sciences der New York University.
Gemeinsam mit seinen ehemaligen Kommilitonen Daniel Grippi, Maxwell Salzberg und Raphael Sofaer gründete und entwickelte er die Open-Source-Software Diaspora und das gleichnamige soziale Netzwerk. Die vier Gründer entschieden sich, das Projekt zu starten, nachdem sie im Februar 2010 eine Vorlesung von Eben Moglen über die Bedrohung der Privatsphäre durch kommerzielle Internetdienste gehört hatten. Moglen bezeichnete Zhitomirskiy rückblickend als „den idealistischsten“ der vier Gründer von Diaspora. Vor die Wahl gestellt, eine wissenschaftliche Laufbahn zu verfolgen oder das soziale Netzwerk zu gründen, habe er sich für letzteres entschieden, „weil er mit seiner Zeit etwas tun wollte, was Freiheit schafft“.
Zhitomirskiy starb im Alter von 22 Jahren, kurz vor dem Start der öffentlichen Beta-Phase des sozialen Netzwerks. Die Todesursache wurde nicht abschließend bekanntgegeben, in Medienberichten ist jedoch unter Berufung auf Polizeibeamte und Freunde Zhitomirskiys vielfach von Suizid die Rede.

## Nachrufe
- Ilya, you will be missed!
- Nachruf in der New York Times
- Nachruf der Diaspora Foundation (Memento vom 30. November 2012 im Internet Archive)
- RIP Ilya